# Rubén Gallego

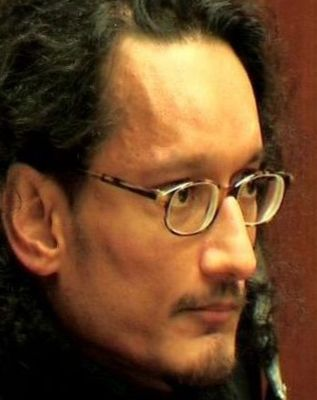

Rubén David González Gallego (ros. Рубен Давид Гонсалес Гальего — Ruben Dawid Gonsales Galjego, ur. 20 września 1968) – rosyjski pisarz i dziennikarz pochodzenia hiszpańskiego.
Jest autorem autobiografii Białe na czarnym, za którą w 2003 otrzymał literacką nagrodę Bookera za najlepszą powieść w języku rosyjskim.
Jest też bohaterem filmu Algisa Arlauskasa pt. „List matki”.

## Życiorys
Jego dziadkiem od strony matki był Ignacio Gallego — generalny sekretarz Komunistycznej Partii Hiszpanii. Matka — dziennikarka, tłumaczka Aurora Gallego, studiowała na Uniwersytecie Moskiewskim.
Od dzieciństwa jest sparaliżowany. Oficjalna diagnoza — mózgowe porażenie dziecięce. Od wieku 1,5 roku wychował się w domach dziecka dla inwalidów i domach starców w ZSRR. Ukończył Nowoczerkaskie Technikum Humanistyczno-Techniczne ze specjalizacją prawo i język obcy (angielski).
W 2001 spotkał się z matką w Pradze, po czym pozostał w Europie Zachodniej. Dwukrotnie żonaty, ojciec dwóch córek. Mieszka w Waszyngtonie.

## Publikacje
- „Białe na czarnym”, tłum. Katarzyna Maria Janowska, Wydawnictwo Znak 2005 (wersja rosyjska)
- „Na brzegu”, tłum. Katarzyna Maria Janowska, Wydawnictwo Znak 2007